# آرام (فیلم ۱۹۵۱)
آرام (به انگلیسی: Aaram) و راحتی (به انگلیسی: Aaram) فیلمی هندی محصول سال ۱۹۵۱ و به کارگردانی دی. دی کاشیاپ است. در این فیلم بازیگرانی همچون دو آناند، مدهوبالا، پریم نات، طلعت محمود، دورگا کوته و منموهان کریشنا ایفای نقش کرده‌اند.